# 大南博美

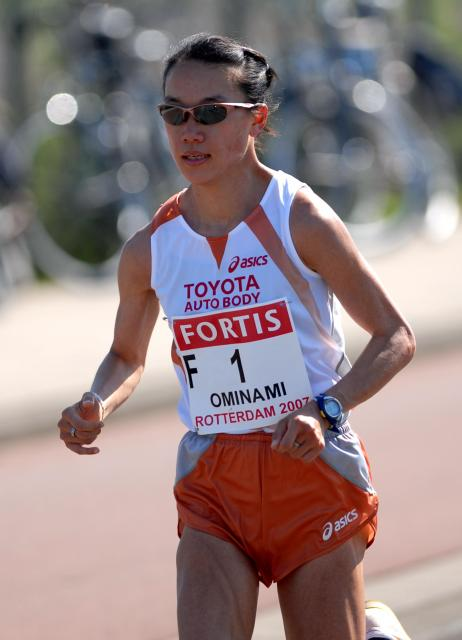
大南博美（2007年ロッテルダムマラソン）

大南 博美（おおみなみ ひろみ、1975年11月15日 - ）は、福井県三方郡三方町（現三方上中郡若狭町）出身の陸上競技（長距離走・マラソン）選手・指導者である。また2002年4月ロッテルダムマラソン覇者で、世界陸上エドモントン大会・世界陸上パリ大会女子マラソン代表の大南敬美は、双子の妹である（区別は、髪が短い方が姉の博美、長い方が妹の敬美である）。
町立三方中学校・福井県立美方高等学校卒業。東海銀行～UFJ銀行～トヨタ車体→ユティックに所属していた。

## 来歴
中学時代より妹の敬美と福井県内の陸上大会で活躍。美方高校時代は、竹中奈緒（元沖電気宮崎）ともに全国高校駅伝に出場し、平成5年時の1時間11分7秒は現在まで福井県記録となっている。東海銀行（現・三菱UFJ銀行）就職後は、竹内伸也監督のもと、妹の敬美とともに着実に力をつけていった。
初マラソンは1999年3月14日の名古屋国際女子マラソンで、優勝のモルグノワ（ロシア）、2位の市河麻由美に続いて3位入賞。しかし、2002年10月13日の釜山アジア競技大会女子マラソンでは、優勝を期待されながらも3位の銅メダル獲得に留まるなど、なかなかレースで結果を残せず、かつてマラソンの実績および世界陸上の日本代表は、妹の敬美に先を越された形となっていた。それでも、2004年9月26日のベルリンマラソンで2位入賞を果たし、敬美の自己記録を17秒上回る、2時間23分26秒の好記録を出している（優勝は当時日本最高記録達成の渋井陽子）。又同年7月の札幌国際ハーフマラソンでも、ハーフの自己新記録で初優勝を成し遂げた。
UFJ銀行陸上部廃部が決まった後、2005年1月30日の大阪国際女子マラソンは、10km過ぎから独走となるも力みもあって後半ペースダウンし6位に終わる。その後、同年6月の日本陸上選手権女子10000mでは自己ベストを記録して3位入賞を果たし、念願の世界陸上ヘルシンキ大会日本代表に選出された。しかしながら同年8月の世界陸上女子10000m本番では、スタート直後の転倒が響いて、32分02秒38の21位に終わっている。
翌2006年6月の日本選手権では32分14秒73のタイムで2位入賞。そして12月のドーハアジア競技大会女子10000mでは、32分18秒02のタイムで3位でゴール、銅メダルを獲得した（優勝は福士加代子）。
2007年4月15日のロッテルダムマラソンは、気温29度という高温の悪条件の中、レース後半は独走となり、海外のメジャーマラソン初優勝を果たした。その後も妹の敬美と共に2008年の北京オリンピック出場を目指して、同年11月18日の東京国際女子マラソンに出走したが、優勝した野口みずきらに及ばず5位に留まった。翌2008年11月23日の名古屋ハーフマラソンは、1時間09分31秒のタイムで同大会初優勝。
2010年3月14日の名古屋国際女子マラソンは、同年3月31日限りで廃部となるトヨタ車体所属として最後のレースに出走（妹・敬美は不調のため出場を見送り、姉・博美の応援役に廻っていた）。レース序盤から29Km付近まで、自ら積極果敢に先頭集団を引っ張り続けた。29Km以降は優勝した加納由理らについていけなかったが、粘りの走りを見せて3位に入る。フィニッシュ直後の博美は、ゴール地点で待機していた妹の敬美と抱擁し、二人共に感極まって涙を流していた。
2010年11月11日、故郷・福井県（坂井市）の染色加工会社ユティックへ妹・敬美と共に所属、現役選手を続行する事を発表した。同年11月23日の名古屋ハーフマラソンは、1時間14分50秒の2位でゴール。翌2011年2月20日の青梅マラソン（30Km）は1時間46分27秒で優勝した。しかし出場予定だった同年3月13日の名古屋国際女子マラソンが本番前に発生した東日本大震災により中止、同年4月18日のボストンマラソンに姉妹揃って出走したが、太股痛が響いて91位に終わった。
2020年4月、ダイシンプラント陸上競技部監督に就任。

## 自己ベスト
- 5000m　　15分20秒75（2004年6月6日　日本陸上選手権）
- 10000m　 31分35秒18（2005年6月2日　日本陸上選手権）
- ハーフマラソン 1時間8分45秒（2004年7月4日　札幌国際ハーフマラソン）
- マラソン　2時間23分26秒（2004年9月26日　ベルリンマラソン）

## フルマラソン全記録
- 1999年 3月 名古屋国際女子マラソン 2時間30分19秒 3位（初マラソン）
- 2000年 3月 名古屋国際女子マラソン 2時間28分32秒 5位
- 2001年 3月 名古屋国際女子マラソン 2時間33分03秒 18位
- 2002年 3月 名古屋国際女子マラソン 2時間27分29秒 2位
- 2002年10月 釜山アジア競技大会女子マラソン 2時間37分48秒 3位
- 2003年 4月 ロッテルダムマラソン 2時間26分17秒 2位
- 2004年 1月 大阪国際女子マラソン 2時間27分40秒 3位
- 2004年 9月 ベルリンマラソン 2時間23分26秒 2位（自己記録、現在日本女子歴代9位）
- 2005年 1月 大阪国際女子マラソン 2時間28分07秒 6位
- 2006年 1月 テンピ（フェニックス）マラソン 2時間36分08秒 3位
- 2006年 1月 マイアミマラソン 2時間34分11秒 優勝
- 2006年 3月 名古屋国際女子マラソン 2時間30分23秒 8位
- 2006年10月 シカゴマラソン 2時間26分04秒 7位
- 2007年 4月 ロッテルダムマラソン 2時間26分37秒 優勝
- 2007年11月 東京国際女子マラソン 2時間30分24秒 5位
- 2008年12月 加古川マラソン 2時間35分16秒（練習の一環で出走）
- 2009年 1月 大阪国際女子マラソン 2時間32分30秒 11位
- 2009年 3月 東京マラソン2009 2時間32分11秒 7位
- 2009年11月 横浜国際女子マラソン 2時間33分16秒 9位
- 2010年 3月 名古屋国際女子マラソン 2時間28分23秒 3位
- 2011年 4月 ボストンマラソン 2時間58分31秒 91位
- 2011年12月 ホノルルマラソン 3時間01分41秒 9位
- 2012年 3月 名古屋ウィメンズマラソン 2時間57分40秒 75位